# Pete Tong
Peter Michael Tong OBE, känd som Pete Tong, född 30 juli 1960 i Dartford, Kent, är en inflytelserik engelsk DJ som arbetar för den brittiska radiokanalen BBC Radio 1. Han håller i programmen Essential Mix och Essential Selection, där han spelar elektronisk dansmusik. Han är även musikproducent och skivbolagsägare samt genomför egna framträdanden på klubbar runt om i världen.
Den brittiska slangfrasen "It's all gone Pete Tong", där orden "a bit wrong" är utbytt mot det rimmande Pete Tong, nådde en större spridning genom filmen It's All Gone Pete Tong.